# Рыльская крепость
Рыльская крепость — пограничная крепость южной части Руси, которая располагалась на самой высокой части береговой гряды в окрестностях «Горы Ивана Рыльского». 

## История
Отсюда в XII веке выступала дружина в поход Игоря Святославича против половцев, о котором говорится в «Слове о полку Игореве».

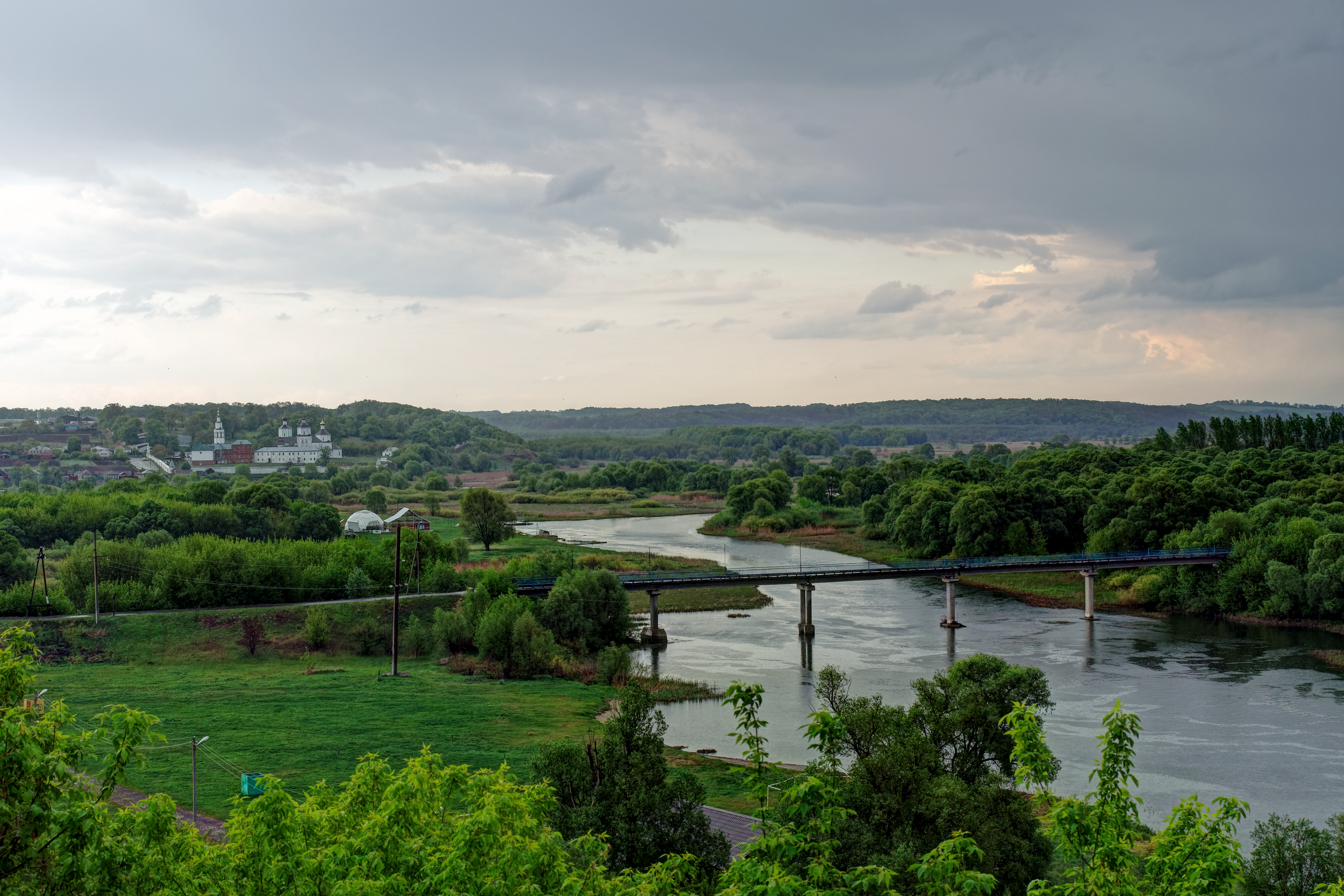
Пейзаж с «Горы Ивана Рыльского»

В XVI—XVII веках крепость имела большое стратегическое значение, — на западе от неё проходила граница с Литвой, а на юге находилось Дикое Поле. Тогда Рыльск вошел в самую южную укрепленную оборонительную линию, которая защищала русские земли от набегов крымских татар. В 1605 году царские воеводы безуспешно осаждали Рыльск, присягнувший Лжедмитрию I.

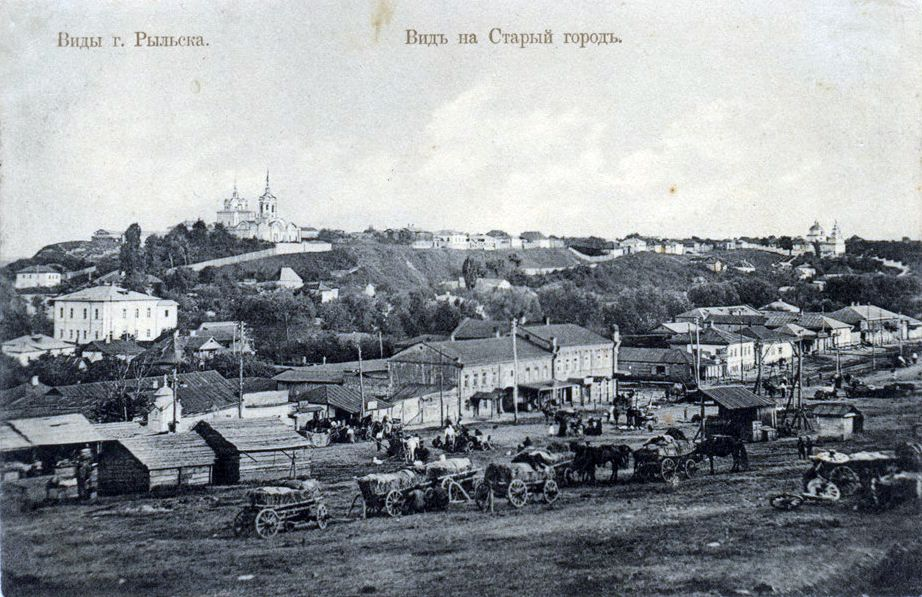
Посад бывшей крепости в 1913 году

В конце XVII века границы Российского государства были отодвинуты от Рыльска на юг и запад, что привело к потере городом прежнего значения важного стратегического пункта. Окончательно же Рыльск, как город-крепость, утратил своё значение после Полтавской битвы.
Сейчас на месте крепости — доминанте, возвышающегося над современным городом, возведена часовня в честь преподобного Иоанна Рыльского.

## Описание крепости

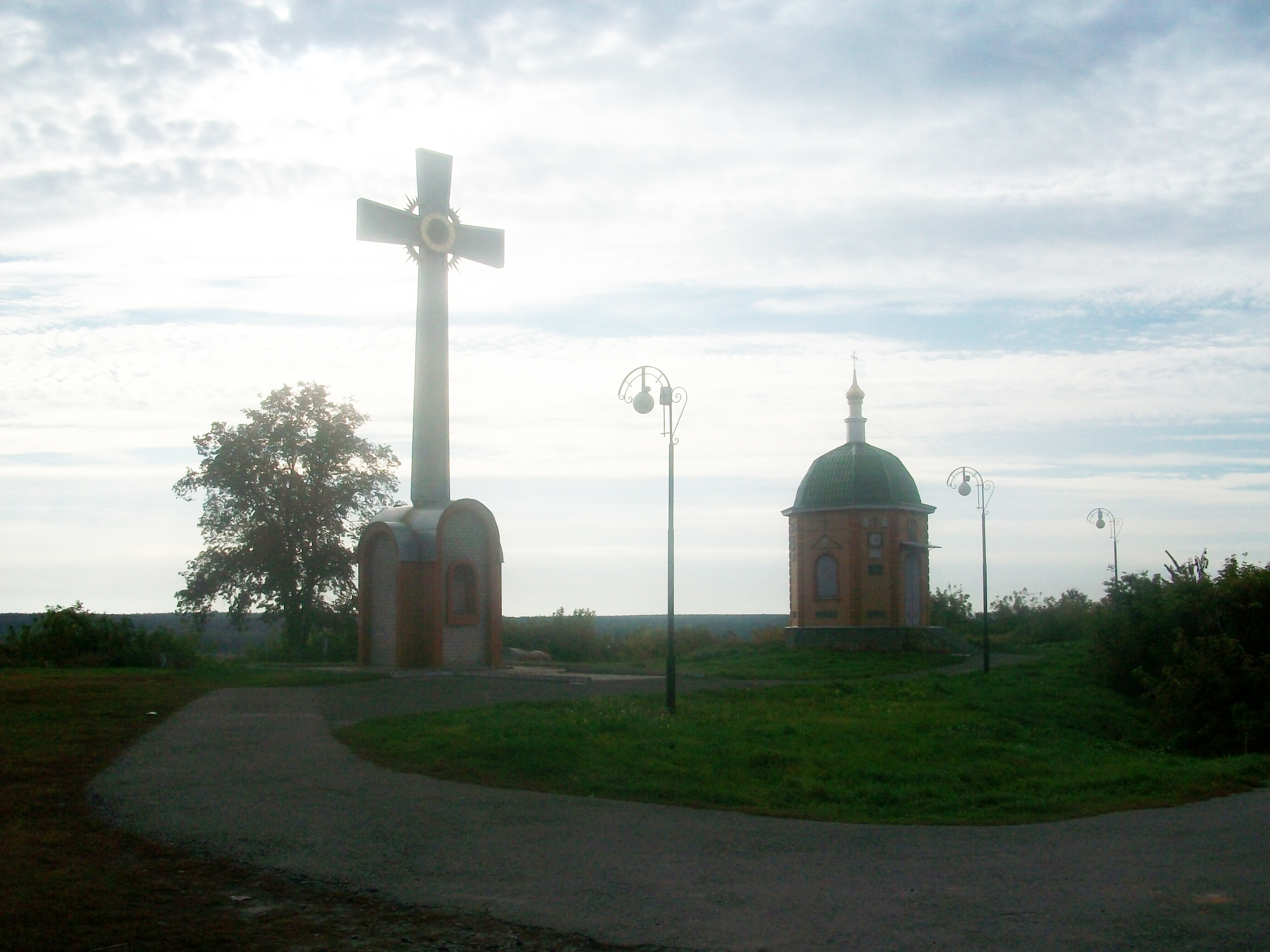
Часовня в честь преподобного Иоанна Рыльского

Укрепления имели вид детинца, который был центром внутренней крепости, которая состояла из дубовых стен высотой до 6 метров и девяти башен. Внешне крепость была окружена рвом и земляными валами с пятью недостроенными башнями. Каждая башня имела своё название и назначение. Большая Воскресенская башня была шестистенной, проездной и имела высоту более 15-ти метров. В ней находился вестовой колокол весом в 9,5 пудов. В двух метрах от неё была расположена Малая четырёхстенная башня, без верха, высотой в 5 метров с проездными воротами. Все фортификационные башни имели хорошее для того времени вооружение.
Вблизи крепостных стен на горе стояли две церкви: Иоанна Рыльского и Николаевский собор.
В 1718 году от «замка» на горе ещё сохранялись три дубовых башни, часть острожных стен и ветхий погреб для хранения амуниции. Рыльский посад был окружён полуразрушенными земляным валом и рвом. Составитель описания указывал, что «надлежит все оное строить вновь».